# Donacoscaptes steniellus
Donacoscaptes steniellus là một loài bướm đêm trong họ Crambidae.